# ابن كثير المكي
أَبُو مَعْبَدٍ عَبْدُ اللَّهِ بْنُ كَثِيرِ بْنِ عَمْرِو بْنِ عَبْدِ اللَّهِ بْنِ زَاذَانَ بْنِ فَيْرُوزَانَ بْنِ هُرْمُزٍ الدَّارِيُّ الْمَكِّيُّ ويُعرف اختصارًا بـ ابن كثير المكي (45 – 120هـ / 665 – 738م) قارئ أهل مكة ، وهو أحد أئمة القراءات العشر وهو من التابعين، ولد بمكة سنة 45 هـ وتوفي بها سنة 120 هـ.

## حياته العلمية
قرأ القرآن على عبد الله بن السائب المخزومي وعلى مجاهد و درباس مولى ابن عباس .
و روى الحديث عن عبد الله بن الزبير و‌عبد الرحمن بن مطعم و‌عمر بن عبد العزيز .
و قرأ القرآن عليه أبو عمرو بن العلاء و‌شبل بن عباد و‌معروف بن مشكان و‌إسماعيل بن عبد الله بن قسطنطين .
و روى عنه الحديث أيوب السختياني و‌ابن جريج و‌جرير بن حازم و‌الحسين ابن واقد و‌عبد الله بن أبي نجيح و‌حماد بن سلمة و‌قرة بن خالد و‌الحارث بن قدامة.

## قراءته
قراءته أحد القراءات السبعة المتواترة يرويها عنه بسند محمد البزي و محمد بن عبد الرحمن بن خالد  الملقب بقنبل .

## قالوا عنه
قال عنه الشاطبي:
«ومكَّةَ عبدُ الله فيها مَقامُهُ هو ابن كثيرٍ كاثُر القوم مُعتليَ»